# Isoglossa vulcanicola
Isoglossa vulcanicola är en akantusväxtart som beskrevs av Gottfried Wilhelm Johannes Mildbraed. Isoglossa vulcanicola ingår i släktet Isoglossa och familjen akantusväxter. Inga underarter finns listade i Catalogue of Life.